# Citalapa
Citalapa är en ort i Mexiko.   Den ligger i kommunen Tepetlán och delstaten Veracruz, i den sydöstra delen av landet, 250 km öster om huvudstaden Mexico City. Citalapa ligger 970 meter över havet och antalet invånare är 279.
Terrängen runt Citalapa är lite bergig. Runt Citalapa är det ganska tätbefolkat, med 214 invånare per kvadratkilometer. Närmaste större samhälle är Xalapa, 18,3 km sydväst om Citalapa. Omgivningarna runt Citalapa är en mosaik av jordbruksmark och naturlig växtlighet.